# Царскопапратови
Царскопапратовите (Osmundaceae) са единственото семейство в разред Osmundales, група папратовидни растения. Състои се от около 20 – 25 вида.
Това е древна група растения, появила се преди около 250 – 260 млн. години (през късния перм). Те са многогодишни растения и образуват масивни коренища, а някои видове имат малки дървовидни стъбла. Разпространени са на почти всички континети без Антарктида. В България, по долината на р. Струма се среща видът Царска папрат.
Корените на видовете от род Osmunda са източник на фибри и се използват като почвен субстрат за орхидеи и други епифити. Някои видове от семейството се отглеждат като декоративни в оранжерии.

## Родове
- Osmunda
- Osmundastrum
- Leptopteris
- Todea